# Via ferrata

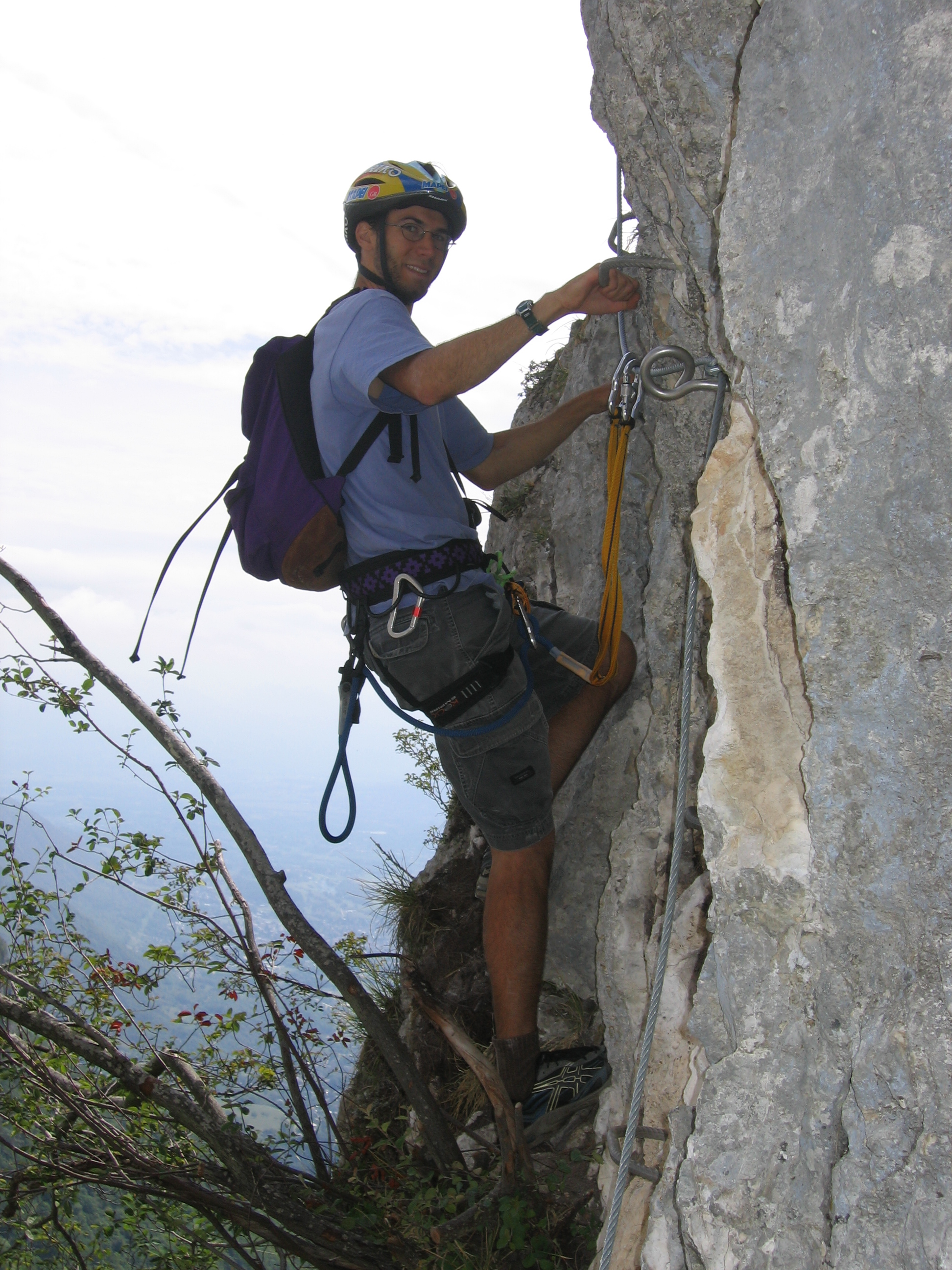
Progression avec une double longe sur un câble, sur une via ferrata de Savoie Grand Revard.

Une via ferrata (de l'italien « voie ferrée ») est un itinéraire aménagé dans une paroi rocheuse, équipé avec des éléments métalliques spécifiques (câbles, échelles, rampes, barreaux, tyroliennes, ponts de singe, ponts himalayens, ponts tibétains, etc.) destinés à faciliter la progression. La sécurité est optimale grâce à une ligne de vie (main courante) qui permet l'auto-assurage des pratiquants grâce à l'utilisation de longes doubles et symétriques (longes en Y). L'utilisation de longes doubles pour évoluer sur des agrès fixes (cordes et/ou câbles) est une pratique établie, développée et perfectionnée par des spéléologues (désormais asymétriques dans leur pratique spécifique, pour plus de technicité).
La via ferrata est également la pratique sportive sur ce type d'itinéraire, une activité intermédiaire entre la randonnée pédestre, les parcours acrobatiques en hauteur (PAH) et l'escalade. Les pratiquants de cette activité sont appelés les ferratistes.
La via cordata (voie encordée), appelée aussi via corda, constitue une entrée similaire dans le monde de la verticalité : c'est également un parcours acrobatique en hauteur, mélange d'escalade, de randonnée et de via ferrata. Les passages techniques sont munis d'aide à la progression (barreaux, échelles, etc.) et d'ancrages fixes facilitant l'assurage d'une progression encordée, ce qui la distingue de la via ferrata.
Si un parcours souterrain est aménagé façon via ferrata, on parle alors de via souterrata.

## Historique

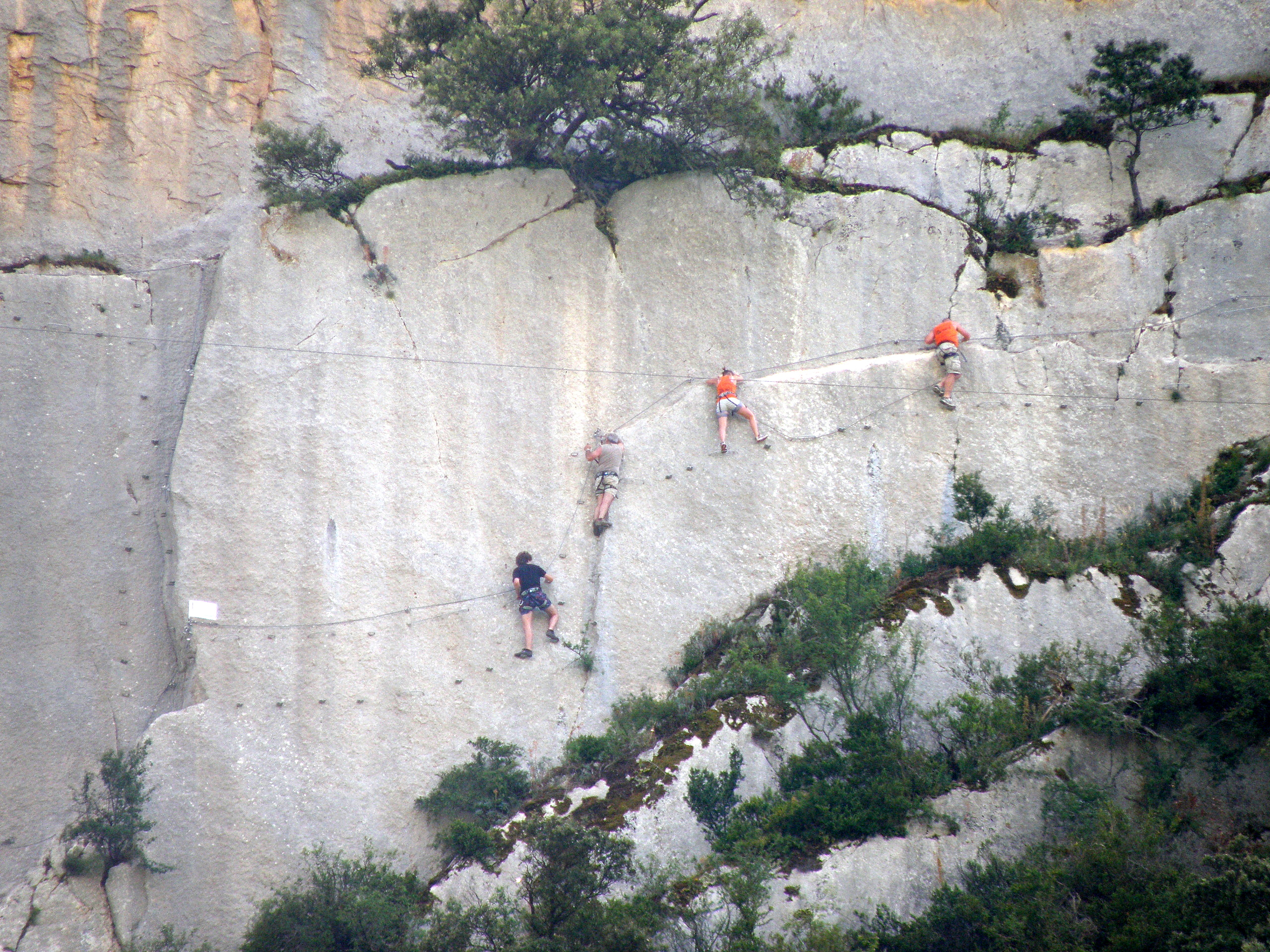
Via ferrata sur le rocher Saint-Julien à Buis-les-Baronnies (Drôme).

La première via ferrata à vocation touristique est créée par Friedrich Simony au Hoher Dachstein dans les Préalpes autrichiennes en 1843,. Après avoir réalisé l'ascension du sommet du Hoher Dachstein, il décide d'équiper la voie. Des cordes, des échelles, des clous métalliques et des échelons tordus ont été fixés sur la paroi.
Cette via ferrata est achevée le 27 août 1843 et Friedrich Simony en réalise la première ascension le 2 septembre 1843. Elle sera suivie par plusieurs réalisations : En 1869, une corde est tendue entre les sommets du Grossglockner et en 1873 des équipements fixes sont installées sur le sommet de la Zugspitze. Dans les Pyrénées, certains passages de la voie d'accès au Pic du Midi d’Ossau reçoivent des chaînes en 1880.
En 1903, c'est l'arête ouest de la Marmolada, plus haut sommet des Dolomites, à 3 343 mètres d'altitude qui est équipée ; c'est l'un des itinéraires les plus fréquentés aujourd'hui des via ferrata dans les Dolomites. L’Eggersteig, permettant d'accéder au Ellmauer Tor (en), est équipé la même année.
S'inspirant des techniques autrichiennes, l'armée italienne développe cette activité dès le début du XXe siècle en équipant certains passages escarpés des Dolomites avec des mains courantes et des échelons pour permettre aux troupes alpines de traverser ces passages avec du matériel lourd. Ces installations se multiplient au sein de nombreux massifs montagneux européens à partir des années 1950 jusqu'au milieu des années 1980 où apparaissent les premiers itinéraires de basse altitude, ludiques et accessibles au grand public.
La première via ferrata française date de 1988 (la via ferrata de la Grande Falaise, Freissinières). Dans les années 1990 la pratique s'est largement popularisée en France et en Suisse. En particulier, certaines stations de sports d'hiver en quête de nouveaux débouchés en saison estivale ont développé le tourisme sportif en créant des parcours privilégiant les passages surplombants et facilitant les franchissements de parois raides, demandant auparavant une technicité avancée en escalade.
Les via cordata empruntent des itinéraires vertigineux comme pour les via ferrata mais l'équipement des falaises est plus sommaire : il n'y a pas de ligne de vie permanente, mais uniquement des broches scellées ou des gougeons à expansion. Des cordes sont posées par le premier de cordée ou la progression se fait en corde tendue, comme pour les courses en montagne. On y pratique aussi de la descente en rappel. Il faut progresser par cordée de deux grimpeurs minimum, le plus expérimenté évoluant en tête afin de placer la corde dans les broches (dégaines, mousquetons, queues de cochon, etc.). Des marches et barreaux sont scellés aux passages les plus délicats et l'itinéraire peut également être équipé de ponts de singe, tyroliennes...
D'autres parcours acrobatiques en hauteur (PAH) comme les parcours d'aventure en forêt (PAF) dits « accrobranches » adoptent la même technique d'assurage que les via ferrata : ligne de vie sur laquelle le pratiquant s'assure à l'aide de longes doubles (en Y).

## Niveaux de difficulté
Les via ferrata sont cotées en France et en Suisse par niveau de difficulté : F (facile), PD (peu difficile), AD (assez difficile), D (difficile), TD (très difficile), ED (extrêmement difficile). Ces notations sont parfois suivies d'un + ou d'un - (ex: F + ou TD -) pour préciser la difficulté.
Les voies F et PD peuvent être pratiquées par les enfants, même jeunes, équipés d'un matériel d'assurage spécifique. Les voies TD et ED ne sont jamais très techniques, mais demandent par contre une bonne résistance à l'effort et une certaine force.
En Autriche, en Allemagne, elles sont cotées : A (facile), A/B, B (peu difficile), B/C, C (assez difficile), C/D (difficile), D, D/E (très difficile), E (extrêmement difficile).
La via ferrata est accessible à toute personne en bonne condition physique et non sujette au vertige.
| Comparaison | Comparaison | Comparaison | Comparaison           |
| France      | Schall      | Hüsler      | description           |
| ----------- | ----------- | ----------- | --------------------- |
| F           | A           | K1          | facile                |
| PD          | B           | K2 (K3)     | peu difficile         |
| AD          | C           | K3          | assez difficile       |
| D           | C (D)       | K4          | difficile             |
| TD          | D           | K5          | très difficile        |
| ED          | E           | K6          | extrèmement difficile |

## Matériel
Tout pratiquant ne peut s'engager dans la voie qu'avec un matériel indispensable :

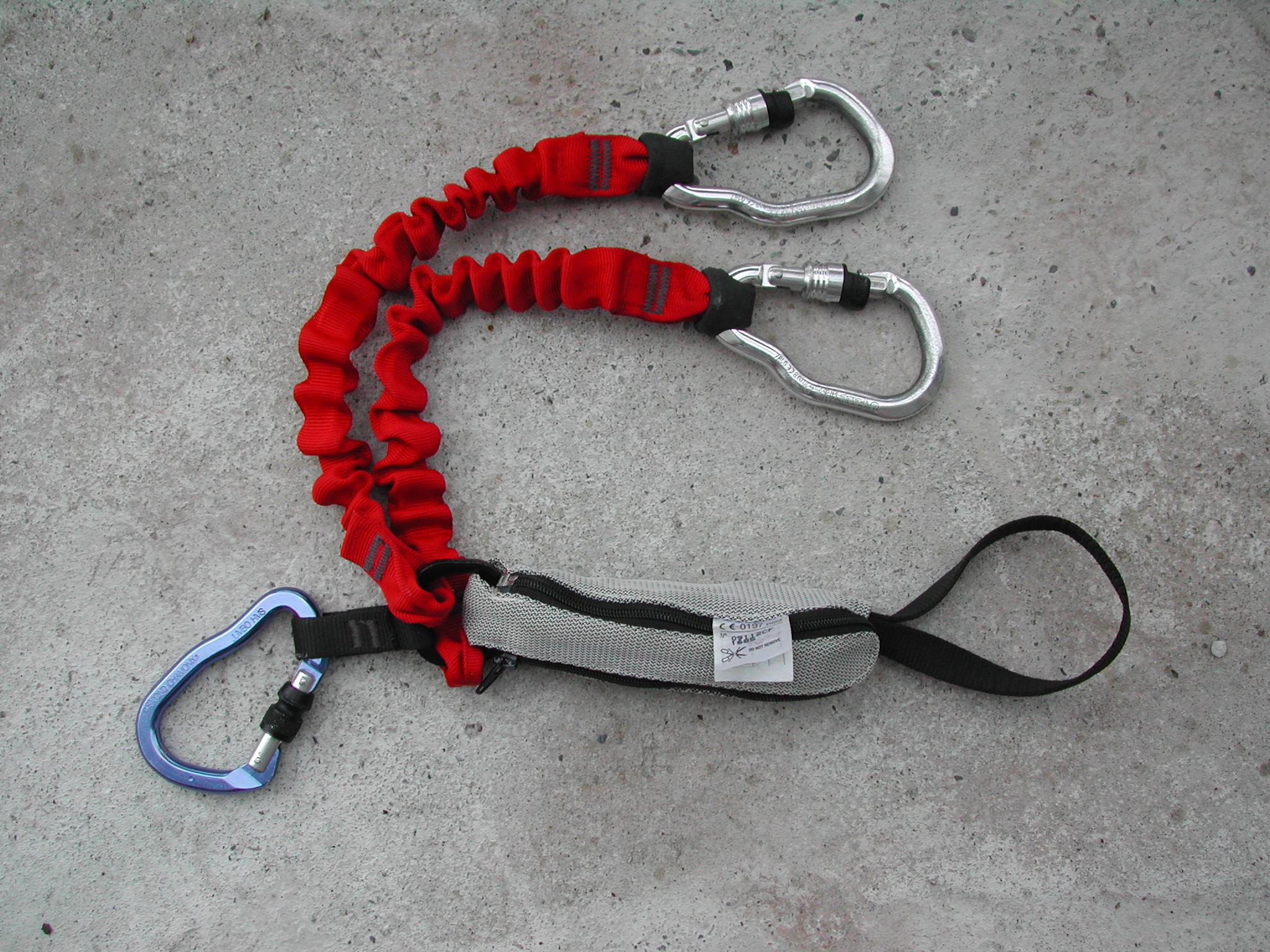
Une longe en Y de via ferrata équipée d'un absorbeur à déchirement

- un baudrier (ou harnais de sécurité) ;
- une longe double de via ferrata, spécifique à l'activité car équipée d'un système d'absorption de chocs et de deux mousquetons de type K prévus pour des chutes de facteur supérieur à 2, qui permet d'amortir une chute éventuelle ;
- un casque, permettant de se protéger la tête des chocs, chutes de pierres et d'objets emportés par les ferratistes.

Il est également préférable d'emporter comme dans toute activité de montagne :
- une corde dynamique et des dégaines (mousquetons) pour une éventuelle progression encordée ;
- des chaussures appropriées, semi-rigides à talon, permettant une position confortable debout sur les barreaux ;
- des gants, à la fois pour protéger les mains et améliorer la préhension ;
- une « longe courte » supplémentaire pour s'accrocher à un barreau ou à un point d'ancrage en cas de fatigue ;
- un sac à dos avec des vivres, de l'eau (qui peut être dans une gourde) et des vêtements de pluie.

## Pratique
Généralement, au début de chaque via ferrata française, un panneau est implanté, comportant des explications sur la pratique et sur la voie (durée, niveau de difficulté, itinéraire d'approche et de retour...).
Muni de l'équipement décrit plus haut, le pratiquant s'accroche au câble à l'aide des deux mousquetons de sa longe de via ferrata. Ce câble débute et se termine par 2 ancrages (amarrage irréprochable). Il peut parcourir l'ensemble de la voie et il est alors entrecoupé de points intermédiaires. Arrivé à un point intermédiaire, le pratiquant passe un mousqueton après l'autre de telle façon qu'il soit toujours connecté au câble par l'un d'entre deux. Il convient de laisser au moins deux points d'ancrage entre chaque pratiquant afin de ne pas déséquilibrer ou entrainer l'autre dans sa chute éventuelle.
Les longes étant souvent prévues pour des personnes dont le poids est compris entre 45 kg et 100 kg, les utilisateurs hors de ces plages de poids doivent être encordés, soit en corde tendue, soit en tirant des longueurs via des techniques d'assurage dynamique. Les débutants et ceux qui le souhaitent peuvent être aussi encordés pour plus de sécurité.

## Risques
Si la via ferrata facilite l'accès au plus grand nombre à des parcours à forte verticalité, le relatif sentiment de sécurité suscité par un équipement solide et régulier ne doit pas faire oublier les risques inhérents à toute activité en hauteur. Le ferratiste doit impérativement maîtriser les techniques de progression avec longe absorbeur et être capable de vérifier la qualité des ancrages et l'état des câbles. Ces compétences peuvent s'acquérir auprès d'une personne expérimentée ou d'un professionnel.

### Chute
Bien qu'elle reste rare, la chute en via ferrata peut être très violente et aggravée par la présence des échelles et des mains courantes métalliques. Ce type d'accident est souvent la cause de blessures graves comme des fractures des membres inférieurs, du bassin ou des vertèbres.

### Météo
La majorité des via ferrata étant implantée en zone de montagne sujette aux orages violents, il convient de se renseigner sur les prévisions météorologiques avant toute sortie. Les éléments métalliques de la via ferrata sont d'excellents conducteurs d'électricité et peuvent s'avérer très glissants en cas de pluie.

## Répartition
On trouve des via ferrata dans beaucoup de pays. Elles sont apparues en Italie et en Autriche. De ces pays, la pratique s'est répandue dans les Alpes, où elles sont plus d'un millier, dont plus de 500 en Autriche, et depuis les Alpes dans le monde entier. Actuellement, on en trouve, par exemple, au Pérou ou en Chine.